# Хаймс Захар Борисович
Захар Борисович Хаймс (1899, містечко Літин Подільської губернії, тепер Вінницької області — 24 квітня 1942, Новоузенський виправно-трудовий табір Саратовської області, Російська Федерація) — радянський партійний діяч, в.о. 1-го секретаря Хакаського обласного комітету ВКП(б). Депутат Верховної Ради СРСР 1-го скликання (1937—1938).

## Біографія
Народився 1899 року в містечку Літині Подільської губернії (за іншими даними — в селищі Іжевський Завод Вятської губернії) в родині єврейського ремісника-шапкаря. У 1911 році закінчив Єкатерининську початкову школу в місті Єкатеринбурзі.
З травня 1911 по листопад 1915 року — шапкар шапкової майстерні в Єкатеринбурзі, з грудня 1915 по травень 1916 року — в майстерні Герцмана в Челябінську, з червня 1916 по жовтень 1917 року — в шапковій майстерні в Єкатеринбурзі. У 1917 році вступив до Комуністичної спілки молоді.
Член РСДРП(б) з травня 1917 року.
У листопаді 1917 — січні 1918 року — помічник редактора газети «Уральський робітник».
У лютому — травні 1918 року — червоногвардієць загону Уральської спілки робітничої молоді на фронті. Воював проти частин отамана Дутова біля міста Троїцька Оренбурзької губернії.
З червня 1918 по березень 1919 року працював в Єкатеринбурзі. У червні — липні 1918 року —  шапкар артілі шапкарів. З липня 1918 по січень 1919 року — ув'язнений у в'язниці. З лютого по березень 1919 року — шапкар артілі шапкарів, піднаглядний. З квітня по листопад 1919 року — шапкар в обозі 2-го розряду 48-го полку 12-ї дивізії армії Колчака в Златоусті, Челябінську і Омську, під наглядом.
З листопада по грудень 1919 року — червоноармієць, політрук роти 1-го Омського полку РСЧА в Омську.
У січні — квітні 1920 року — голова Єкатеринбурзького міського комітету комсомолу (РКСМ).
З травня по липень 1920 року — червоноармієць, політрук роти 148-го стрілецького полку 17-ї стрілецької дивізії на Західному фронті. З липня по жовтень 1920 року — працівник інформаційної частини політичного відділу XVI армії РСЧА на Західному фронті в Мінську, Барановичах, Брест-Литовську і Слонімі. З жовтня по грудень 1920 року — працівник армійської газети політичного відділу VI армії РСЧА на Південному фронті в місті Кременчуці на Полтавщині.
З січня 1921 по червень 1923 року — студент, з червня по вересень 1923 року — завідувач курсів викладачів радпартшкіл при Комуністичному університеті імені Свердлова в Москві.
З вересня 1923 по лютий 1924 року — секретар осередку РКП(б) обласної радпартшколи 2-го ступеня в Єкатеринбурзі.
У березні — листопаді 1924 року — секретар партійного комітету Калатинського міделиварного заводу Єкатеринбурзького повіту Уральської області.
У грудні 1924 — травні 1925 року — відповідальний секретар Білоярського районного комітету РКП(б) Свердловського округу Уральської області.
З червня по серпень 1925 року — завідувач відділу агітації і пропаганди Надєждинського районного комітету РКП(б) Тагільського округу Уральської області.
У вересні 1925 — травні 1927 року — секретар 2-го районного комітету ВКП(б) у місті Свердловську.
З червня 1927 по квітень 1928 року — інструктор Сормовского районного комітету ВКП(б) Нижньогородської губернії.
З травня 1928 по березень 1929 року — секретар партійного комітету ВКП(б) Нижньогородської ГРЕС імені Вінтера в місті Балахна.
У квітні 1929 — березні 1930 року — відповідальний секретар Балахнинського районного комітету ВКП(б) Нижньогородської губернії.
У квітні — жовтні 1930 року — відповідальний секретар Дзержинського районного комітету ВКП(б) Нижньогородського краю.
З жовтня 1930 по серпень 1931 року — секретар партійного комітету ВКП(б) заводу «Красное Сормово» Нижньогородського краю.
У вересні 1931 — грудні 1933 року — завідувач організаційного відділу Нижньогородського крайового комітету ВКП(б).
У січні 1934 — жовтні 1937 року — завідувач відділу керівних партійних органів Нижньогородського (Горьковського) крайового (обласного) комітету ВКП(б).
У жовтні 1937 — квітні 1938 року — в.о. 1-го секретаря Хакаського обласного комітету ВКП(б). Брав активну участь у сталінських репресіях.
Заарештований 1 травня 1938 року органами НКВС. Виключений з членів ВКП(б) у 1938. Засуджений Особливою нарадою при НКВС СРСР 14 червня 1941 року за статтями 58-8, 58-11 КК РРФСР до 8 років виправно-трудових таборів. Покарання відбував у виправно-трудовому таборі № 28 міста Новоузенська Саратовської області. Помер у виправно-трудовому таборі.
Реабілітований у 1955 році. Відновлений в КПРС рішенням КПК при ЦК КПРС 13 січня 1956 року.